# Янашувек
Янашувек (пол. Janaszówek) — село в Польщі, у гміні Сохачев Сохачевського повіту Мазовецького воєводства.
Населення — 212 осіб (2011).
У 1975-1998 роках село належало до Скерневицького воєводства.

## Демографія
Демографічна структура станом на 31 березня 2011 року:
|          | Загалом | Допрацездатний вік | Працездатний вік | Постпрацездатний вік |
| -------- | ------- | ------------------ | ---------------- | -------------------- |
| Чоловіки | 105     | 25                 | 70               | 10                   |
| Жінки    | 107     | 27                 | 55               | 25                   |
| Разом    | 212     | 52                 | 125              | 35                   |